# O Chacal
The Jackal (bra / prt: O Chacal) é um filme de 1997, produzido pelos Estados Unidos, Reino Unido, França, Alemanha e Japão, dos gêneros ação e suspense, dirigido por Michael Caton-Jones. É uma refilmagem de The Day of the Jackal, de 1973, com poucas alterações. O argumento foi escrito por Chuck Pfarrer, tendo com base o argumento de 1973, escrito por Kenneth Ross que foi inspirado no romance policial de Frederick Forsyth, intitulado O Dia do Chacal (The Day of the Jackal).
A música é de Carter Burwell; a direcção de fotografia de Karl Walter Lindenlaub; o desenho de produção de Michael White; a direcção de arte de Raymond Dupuis e Ricky Eyres; a edição de Jim Clark e os efeitos especiais de Banned From the Ranch Entertainment, Foundation Imaging, Illusion Arts, Inc., Perpetual Motion Pictures e The Computer Film Company. A distribuição foi da Universal Pictures e UIP.

## Sinopse
Um terrorista e assassino de cognome Chacal é contratado para realizar o assassinato de um influente e poderoso político estadunidense por setenta milhões de dólares.
Os serviços de segurança estadunidenses descobrem que algo está para acontecer, mas enganam-se em relação à vítima e começam a proteger a pessoa errada. Entretanto, um membro do IRA que está preso é a única pessoa que pode reconhecer o rosto do assassino — e tem motivos mais que suficientes para ajudar na perseguição.

## Elenco
- Bruce Willis .... Chacal
- Richard Gere .... Declan Mulqueen

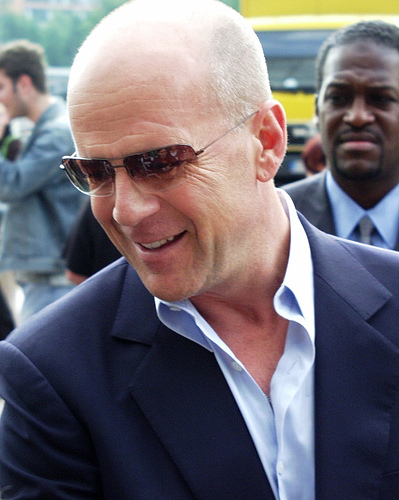
Bruce Willis, astro de O Chacal.

- Sidney Poitier .... Carter Preston
- Diane Venora .... Valentina Koslova
- Mathilda May .... Isabella
- J.K. Simmons .... Whiterspoon
- Richard Lineback .... McMurphy
- John Cunningham .... Donald Brown
- Jack Black .... Lamont
- Tess Harper .... primeira-dama
- Leslie Phillips .... Woolburton
- David Hayman .... Terek Murad
- Sophie Okonedo .... garota jamaicana

## Principais prêmios e indicações
Blockbuster Entertainment Awards 1998 (EUA)
- Indicado nas categorias de ator favorito - suspense (Bruce Willis), ator coadjuvante favorito - suspense (Sidney Poitier) e atriz coadjuvante favorita - suspense (Diane Venora).